# إل. هارفي لودج
إل. هارفي لودج (بالإنجليزية: L. Harvey Lodge)‏ هو سياسي أمريكي، ولد في 8 نوفمبر 1902 في ميلفورد في الولايات المتحدة، وتوفي في 6 مايو 1976 في بلدة ووترفورد في الولايات المتحدة. حزبياً، نشط في الحزب الجمهوري.